# Шайтуро, Леонид Фёдорович
Леонид Фёдорович Шайтуро (15 мая 1914, Макеевка, область Войска Донского — 2002, Москва) — советский винодел, руководитель восстановительных работ виноградников и винодельческих заводов Крыма, государственный и партийный деятель.

## Биография
Родился 15 мая 1914 гола в Макеевке в Донбассе в семье рабочего-горняка. В 1930 году окончил фабрично-заводскую школу при Макеевском металлургическом заводе. В 1930—1933 годах — токарь. В 1938 году окончил Ленинградский сельскохозяйственный институт. В 1938—1939 годах работал в специализированном совхозе в Ростовской области.
В 1939—1944 годах служил в Советской Армии: участник Советско-финской и Великой Отечественной войны, службу проходил в Московском военном округе, был красноармейцем, командиром отделения, помощником командира взвода. Служил в 176-м зенитно-артиллерийском полку, 11-м зенитном прожекторном полку. При обороне Москвы получил ранение, повторно 04.09.1943. После длительного лечения в госпитале № 1074, по решению комиссии, демобилизован. Лейтенант.
В 1944—1949 годах — директор Сейтлеровского, а затем Старокрымского винсовхозов, винсовхоза им. Молотова, Симферопольского винзавода. В 1949—1953 годах — управляющий Крымвинтреста. В 1951 году окончил факультет виноградарства и виноделия Крымского сельскохозяйственного института. В 1953—1957 годах — заместитель заведующего, заведующий сельскохозяйственным отделом Крымского обкома КПУ. С марта 1957 года — директор винкомбината «Массандра». В 1961—1963 годах — начальник пищевого управления Крымского совнархоза. В 1963—1965 годах — директор Крымско-Черноморского совнархоза. В сентябре-декабре 1965 года — заместитель председателя исполкома Крымского областного совета. В 1965—1984 годах — начальник управления виноградарства и виноделия Министерства сельского хозяйства СССР.
Член Крымского обкома КПУ в 1955—1964 годах. Депутат Крымского областного совета депутатов трудящихся в созыв 1963—1967 годов.
С 1984 года на пенсии. Скончался в 2002 году в Москве.

### Вклад в винодельческую промышленность
После окончания войны в 1945—1957 был директором Сейтлеровского, а затем Старокрымского винсовхозов, винсовхоза им. Молотова, Симферопольского винзавода. Под его руководством в начале 1950-х гг. масштабно ведётся восстановление виноградников и винзаводов Крыма. Результатом этой работы стало увеличение площади виноградников в Крыму. В 1954 году площади виноградников в Крыму составили 13,7 тыс. гектаров, достигнув довоенного уровня. Были заново восстановлены многие винзаводы. В 1957—1961 назначен директором винодельческого комбината «Массандра», на этом посту проводил организацию и реорганизацию совхозов «Ливадия», «Гурзуф», «Таврида», «Алушта», «Солнечная долина», «Малореченский», «Приветный» и других. В 1959 году было посажено свыше 60 тыс. га. винограда. В этом большую роль сыграл Л. Ф. Шайтуро и его сподвижники: М. А. Македонский, Т. Н. Авраамова, Я. П. Салун, К. Н. Тагаков, Л. Д. Никогды, В. И. Лысиков, Д. А. Моисеенко, О. С. Мельников, Л. Г. Волков, Е. М. Курцман, Л. И. Зепалов, В. А. Филиппович. Под руководством Шайтуро значительно повысился международный имидж винодельческого комбината «Массандра». В результате организации и реорганизации совхозов комбинат протянулся вдоль побережья Крыма от совхоза «Бурлюк» до Феодосии. В 1962 году был назначен управляющим объединения «Крымсовхозтрест». В 1965—1984 начальник Главного управления винодельческой промышленности Министерства пищевой промышленности СССР. Под его руководством был построен самый высокотехнологичный для своего времени Московский межреспубликанский винодельческий завод

## Патенты
Совместно с Мехузла Н. А. и Шайтуро А. А. является автором патентов в сфере пищевой промышленности: Питательная среда для выращивания уксусно-кислых бактерий, Безалкогольный напиток на основе виноградного сока, Способ производства игристого красного вина «Жемчужина Азербайджана»

## Награды
Шайтуро Л. Ф. был награждён медалью «За победу над Германией в Великой Отечественной войне 1941—1945 гг.» (1945), медалью «За доблестный труд в Великой Отечественной войне 1941—1945 гг» (31.08.1946), орденом «Трудового Красного Знамени» (13.03.1958), орденом Ленина (4.05.1966), орденом «Знак Почета» (21.09.1971), медалью «Ветеран труда» (5.06.1984), орденом Отечественной войны II степени (06.04.1985).